# Silent Hill 3
Silent Hill 3 (サイレントヒル 3, Sairento Hiru Surī) é o terceiro jogo da série de jogos de terror Silent Hill, publicado pela Konami e desenvolvido pela Team Silent, uma equipe dentro da Konami Computer Entertainment Tokyo. O jogo foi lançado em meados de 2003 para o PlayStation 2, e mais tarde para o Windows. O jogo é uma sequência direta ao primeiro Silent Hill, baseado dezessete anos após este. Este jogo conta a história de uma jovem chamada Heather Mason que teve um sonho bizarro sobre Silent Hill, o que leva-a à cidade para conhecer mais do seu passado. Heather acaba descobrindo que ela faz parte dos planos do culto da cidade.

## História
Após jogar durante um curto período de tempo num sonho da protagonista no parque de diversões de Silent Hill, o jogador é apresentado à Heather Mason no restaurante "Happy Burger", que localiza-se dentro de um shopping. Antes de conseguir sair, ela encontra um investigador chamado Douglas Cartland, que diz ter uma informação sobre o seu passado. Heather foge dele, escapando pela janela de um banheiro feminino. Porém, ao chegar à outra parte do centro comercial, ela descobre que ele está totalmente abandonado e infestado de monstros estranhos. Em seu caminho, Heather encontra uma sacerdotisa do culto de Silent Hill, que se identifica como Claudia Wolf, dizendo a Heather para "lembrar-se dela, e de sua verdadeira forma". Ela menciona também que está lá para "liderá-los" ao Paraíso "com mãos manchadas de sangue". De repente, Heather sente uma insuportável dor de cabeça, que a faz entrar em uma versão alternativa do centro comercial. Ela retorna ao "mundo real" após confrontar-se com uma criatura chamada de "Split Worm" (o chefe do shopping). Ela encontra Douglas novamente, que confessa que foi mandado por Claudia para achá-la.
Heather vai embora, em direção ao metrô para casa. Por lá, ela encontra outros monstros e uma outra dimensão alternativa, enquanto tenta achar uma forma de entrar no metrô. Ela também encontra um homem chamado Vincent, aparentemente com alguma afiliação com Claudia (apesar de seus depoimentos), mas vai embora ao não conseguir nenhuma informação sobre o que está acontecendo. Quando ela finalmente chega em casa, Heather descobre que seu pai foi assassinado por um monstro a pedidos de Claudia. Os motivos porque Claudia mandou matar o pai de Heather foram por "uma vingança de dezessete anos atrás", para "encher o coração (de Heather) de ódio". Claudia também diz a Heather que ela "irá dar à luz o Deus e construir o Paraíso eterno". A sacerdotisa vai embora antes de Heather começar a lutar contra o chefe (um missionário). Em sua despedida, Claudia diz à Heather que "estará a esperando no lugar onde tudo começou, a cidade de Silent Hill". Consequentemente, Heather decide ir à Silent Hill, por vingança. Ela tem a intenção de matar Claudia e aceita a oferta de Douglas ao dar uma carona até lá.
Antes dos dois chegarem, Vincent deixa uma mensagem a Douglas, dizendo que era para procurar por um homem chamado Leonard Wolf e Heather lê um documento deixado por seu pai antes de morrer. O documento conta novamente a história de Silent Hill e revela que Heather é uma segunda Cheryl Mason mais velha. Isso define que Harry Mason, seu pai, fez o final "Good +" (Final Verdadeiro) ou fez o final "Good" (Final Bom) no primeiro Silent Hill, o que explica que Claudia está procurando por Heather, pois Heather é a reencarnação do Deus do culto de Silent Hill (ela é a reencarnação de Alessa Gillespie e Cheryl Mason do primeiro jogo).
Assim que ela chega em Silent Hill, que parece estar mais abandonada e com uma neblina mais forte, Heather vai até o hospital Brookhaven, em busca de Leonard Wolf. Ela fala com ele através de um telefone, onde ele revela que é o pai de Claudia. Ele desaprova as atitudes de Claudia para o renascimento de Deus, como Heather, e começa a concordar em ajudá-la, oferecendo o uso do artefato mais tarde conhecido como "Seal of Metatron" (Selo de Metatron). Entretanto, quando os dois se conhecem, Leonard toma a forma de um monstro e tenta matar Heather, após descobrir que ela não é um membro do culto. Seguindo a sua morte, Heather adquire o selo e deixa o hospital até encontrar Douglas de novo. Ao encontrar novamente Vincent, ele revela à Heather que é um rival de Claudia quanto a liderança do culto, e recebe instruções ditas por Douglas para ir à igreja, que fica no caminho do parque Lakeside Amusement para achar Claudia.
No mesmo momento que Heather entra no parque de diversões, ela retorna ao mundo alternativo de Silent Hill, que é exatamente igual ao do seu sonho, no início do jogo. Após escapar de um carrinho de uma montanha russa, que quase a mata, ela atravessa uma mansão mal-assombrada, e encontra Douglas, machucado pelo último encontro com Claudia. Então, Heather decide continuar sozinha. Quando ela finalmente entra na igreja, Heather começa a discutir com Claudia sobre seus planos, fingindo estar completamente sob influência da personalidade de Alessa e de suas memórias, até que Heather começa a sentir dores pelo nascimento do Deus. Vincent, que também a levou à igreja, avisa a Heather que ela estará segura carregando o Selo de Metatron, para prevenir o nascimento de Deus. Porém, em seu confronto final, Claudia diz que o Selo é inútil e crava uma pequena faca no coração de Vincent, aparentemente matando-o.
Para progredir no jogo, o jogador deve usar um pingente, dado a Heather por Harry, que contém uma pequena quantia de Aglaophotis. Heather engole o líquido e acaba vomitando o Deus. Horrorizada, Claudia pega o feto de Deus para si e o engole, para fazer com que ele nasça em si própria. A partir daí, começa a última batalha entre Claudia e Heather.

### Finais
- O final padrão do jogo e também é o Final Verdadeiro de Silent Hill 3, e o único disponível pela primeira vez que se joga, é o "Normal". Heather volta ao parque de diversões e encontra Douglas sentado num banco. Ela brinca que está possuída e diz que precisa matá-lo para acabar com tudo isso. Ela insiste para que volte a chamá-la pelo seu verdadeiro nome, Cheryl. Este é o único final discutido no guia da Konami Book of Lost Memories.[2]
- Após o jogo ter sido terminado no mínimo uma vez, este final se torna disponível. O jogador tem que coletar pontos o suficiente matando inimigos (10 pontos cada), levando dano (1 ponto por ataque) e perdoando a pessoa no confessionário na igreja (1000 pontos). Assim que conseguir 4000 pontos, o final "Possessed" (Possuída) estará disponível. Ele revela que Heather aparentemente assassinou Douglas.
- Após adquirir a arma "Heather Beam" (Feixe de Heather) e matar no mínimo 30 monstros com o final "Revenge" (Vingança), o último final estará disponível. Este final é uma continuação dos dois últimos finais "UFO", dos jogos passados. Nele, Heather chega em casa e encontra Harry Mason (dessa vez vivo) bebendo chá com alguns alienígenas, enquanto o protagonista do Silent Hill 2, James Sunderland, se esconde atrás de uma cortina. Heather conta a Harry o que está acontecendo e os dois protagonistas anteriores começam a brigar e Harry diz que vai para Silent Hill para "acertar as contas", enquanto diversas naves espaciais vão à Silent Hill e explodem a cidade. Assim os créditos começam a rodar.

## Reação
Silent Hill 3 recebeu análises positivas na sua chegada ao PlayStation 2, recebendo uma porcentagem de avaliação de 84% na "GameRankings" e 70% para a versão de PC.
Entretanto, a PlayStation Magazine deu a Silent Hill 3 nota 7, o que significa "bom". Os seus artigos em Setembro de 2003 falavam sobre a fidelidade à história original do jogo e que havia apenas alguns pequenos "pontos comprometedores", como ângulos "inoportunos" em horas "inoportunas".
A primeira vez que eles jogaram, demoraram apenas quatro horas, o que eles acharam desapontador, dizendo que a história era muito curta para a série. Eles disseram que o jogo estava mais imprevisível e desafiador e que redefinia a série no PlayStation. Eles também disseram que era "…um jogo para quem era mesmo fã da série e do gênero".

## Trilha sonora
A trilha sonora original de Silent Hill 3, composta por Akira Yamaoka, foi lançada no Japão no dia 16 de Julho de 2003 e foi catalogada com o número KOLA-038.

## Adaptação cinematográfica
Artigo principal: Silent Hill: Revelation 3D
Uma adaptação cinematográfica de Silent Hill 3, intitulada Silent Hill: Revelation 3D, foi lançada em 26 de outubro de 2012 pela Open Road Films. O filme é uma sequela da adaptação cinematográfica da primeira parte da série Silent Hill. Dirigido por Michael J. Bassett, foi estrelado por Adelaide Clemens como Heather, Kit Harington como Vincent Cooper, Sean Bean como Harry Mason, Carrie-Ann Moss como Claudia Wolf, e Malcolm McDowell como Leonard Wolf. O filme recebeu um índice de aprovação de 5% do site Rotten Tomatoes, com um consenso geral: "Esforço medíocre, mesmo para os padrões das adaptações de videogames, Silent Hill: Revelation 3D apresenta personagens fracos e um enredo incompreensível com escassez de sustos."